# Niszczyciele typu Kagerō
Niszczyciele typu Kagerō (jap. 陽炎型駆逐艦 Kagerō-gata Kuchikukan) – typ japońskich niszczycieli okresu II wojny światowej, składający się z 19 jednostek, nazwany tak od głównego okrętu typu.

## Historia
Duże niszczyciele typu Kagerō zamówiono w ramach japońskich programów budowy okrętów z 1937 roku (15 jednostek) i 1939 roku (4 jednostki). Stanowiły one dalsze rozwinięcie typu Asashio, który stanowił powrót w japońskiej marynarce do niszczycieli z silnym uzbrojeniem artyleryjskim (6 dział 127 mm), odpowiadającym dużym niszczycielom typu Fubuki (tzw. „specjalnego typu”) z końca lat 20., po przerwie, w której budowano mniejsze jednostki typów Hatsuharu i Shiratsuyu. Projektując nowe okręty, Japonia odrzuciła już ograniczenia wielkości niszczycieli, przewidziane nowym traktatem londyńskim z 1936, dlatego zwiększono nieco szerokość kadłuba i zanurzenie w porównaniu z typem Asashio, w celu uzyskania większego zapasu stateczności. Spowodowało to wzrost wyporności standardowej w porównaniu z Asashio z 1961 do 2033 ton. Dla polepszenia stateczności zmniejszono też nieco rozmiary nadbudówek. Dzięki bardziej efektywnej i lżejszej siłowni o mocy 52 000 KM i ulepszonemu kształtowi części rufowej kadłuba, prędkość nie spadła w porównaniu z wcześniejszym typem (35 w.), aczkolwiek nie udało się jej zwiększyć, jak planowano. Wzrósł za to zasięg okrętów. Uzbrojenie pozostało takie, jak w typie Asashio.
Budowę głównego okrętu „Kagerō” – pierwszego z niszczycieli przewidzianych programem z 1937 – rozpoczęto dopiero jako trzeciego, lecz pierwszy wszedł on do służby. Dwa okręty weszły do służby w 1939, dziesięć w 1940 i siedem w 1941. W tradycyjnych publikacjach podaje się liczbę 18 zbudowanych okrętów typu, jednakże z nowszych badań wynika, że niszczyciel „Akigumo”, zaliczany tradycyjnie do typu Yugumo, był ostatnim okrętem typu Kagerō. Niszczyciele, których budowa przewidziana była w programie rozbudowy marynarki z 1937 roku otrzymały numery budowy od 17 do 31, a z 1939 roku – od 112 do 115. Dodatkowo w programie z 1937 przewidziano budowę trzech fikcyjnych niszczycieli o numerach 32-34, aby zamaskować zwiększone wydatki na budowę pancernika „Yamato”. Nazwy okrętów pochodziły od zjawisk atmosferycznych i geofizycznych, głównie wiatrów (~kaze).

## Okręty
| Nazwa       | Numer budowy | Położenie stępki, stocznia | Data wodowania | Wejście do służby | Los                                 |
| ----------- | ------------ | -------------------------- | -------------- | ----------------- | ----------------------------------- |
| Kagerō      | 17           | 03. 09. 1937, Maizuru      | 27. 09. 1938   | 06. 11. 1939      | zatopiony 8 maja 1943               |
| Shiranui    | 18           | 30. 08. 1937, Tokio        | 28. 06. 1938   | 20. 12. 1939      | zatopiony 27 października 1944      |
| Kuroshio    | 19           | 31. 08. 1937, Osaka        | 25. 10. 1938   | 27. 01. 1940      | zatopiony 8 maja 1943               |
| Oyashio     | 20           | 29. 03. 1938, Maizuru      | 29. 11. 1938   | 20. 08. 1940      | zatopiony 8 maja 1943               |
| Hayashio    | 21           | 30. 06. 1938, Tokio        | 19. 04. 1939   | 21. 08. 1940      | zatopiony 24 listopada 1942         |
| Natsushio   | 22           | 09. 12. 1937, Osaka        | 23. 02. 1939   | 21. 08. 1940      | zatopiony 8 lutego 1942             |
| Hatsukaze   | 23           | 03. 12. 1937, Kobe         | 24. 01. 1939   | 15. 02. 1940      | zatopiony 2 listopada 1943          |
| Yukikaze    | 24           | 02. 08. 1938, Sasebo       | 24. 03. 1939   | 20. 01. 1940      | 1947 przekazany Chinom, wycof. 1970 |
| Amatsukaze  | 25           | 14. 02. 1939, Maizuru      | 19. 10. 1939   | 26. 10. 1940      | zatopiony 6 kwietnia 1945           |
| Tokitsukaze | 26           | 20. 02. 1939, Tokio        | 10. 11. 1939   | 15. 12. 1940      | zatopiony 4 marca 1943              |
| Urakaze     | 27           | 11. 04. 1939, Osaka        | 19. 04. 1940   | 15. 12. 1940      | zatopiony 21 listopada 1944         |
| Isokaze     | 28           | 25. 11. 1938, Sasebo       | 19. 06. 1939   | 30. 11. 1940      | zatopiony 7 kwietnia 1945           |
| Hamakaze    | 29           | 20. 11. 1939, Tokio        | 25. 11. 1940   | 30. 06. 1941      | zatopiony 7 kwietnia 1945           |
| Tanikaze    | 30           | 18. 10. 1939, Osaka        | 01. 11. 1940   | 25. 04. 1941      | zatopiony 9 czerwca 1944            |
| Nowaki      | 31           | 08. 11. 1939, Maizuru      | 17. 09. 1940   | 28. 04. 1941      | zatopiony 26 października 1944      |
| Arashi      | 112          | 04. 05. 1939, Maizuru      | 22. 04. 1940   | 27. 01. 1941      | zatopiony 7 sierpnia 1943           |
| Hagikaze    | 113          | 23. 05.1939, Tokio         | 18. 06. 1940   | 31. 03. 1941      | zatopiony 7 sierpnia 1943           |
| Maikaze     | 114          | 22. 04. 1940, Osaka        | 15. 03. 1941   | 15. 07. 1941      | zatopiony 1 lipca 1944              |
| Akigumo     | 115          | 02. 07. 1940, Tokio        | 11. 04. 1941   | 27. 09. 1941      | zatopiony 11 kwietnia 1944          |

Stocznie:
- Uraga Dock, Tokio
- Fujinagata, Osaka
- Stocznia Marynarki w Maizuru
- Kawasaki, Kobe
- Stocznia Marynarki w Sasebo

## Opis konstrukcji

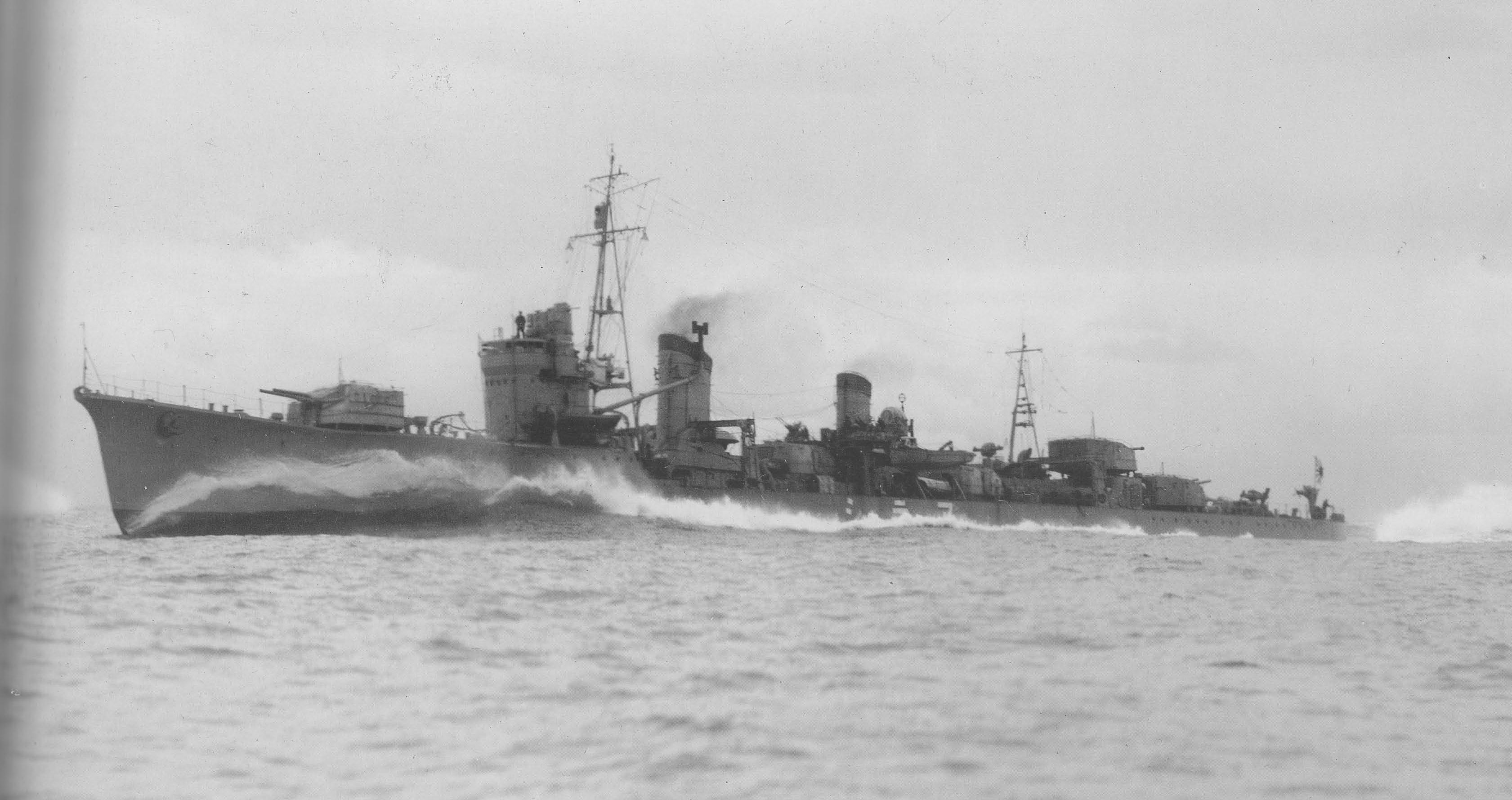
„Arashi” w marszu z dużą prędkością

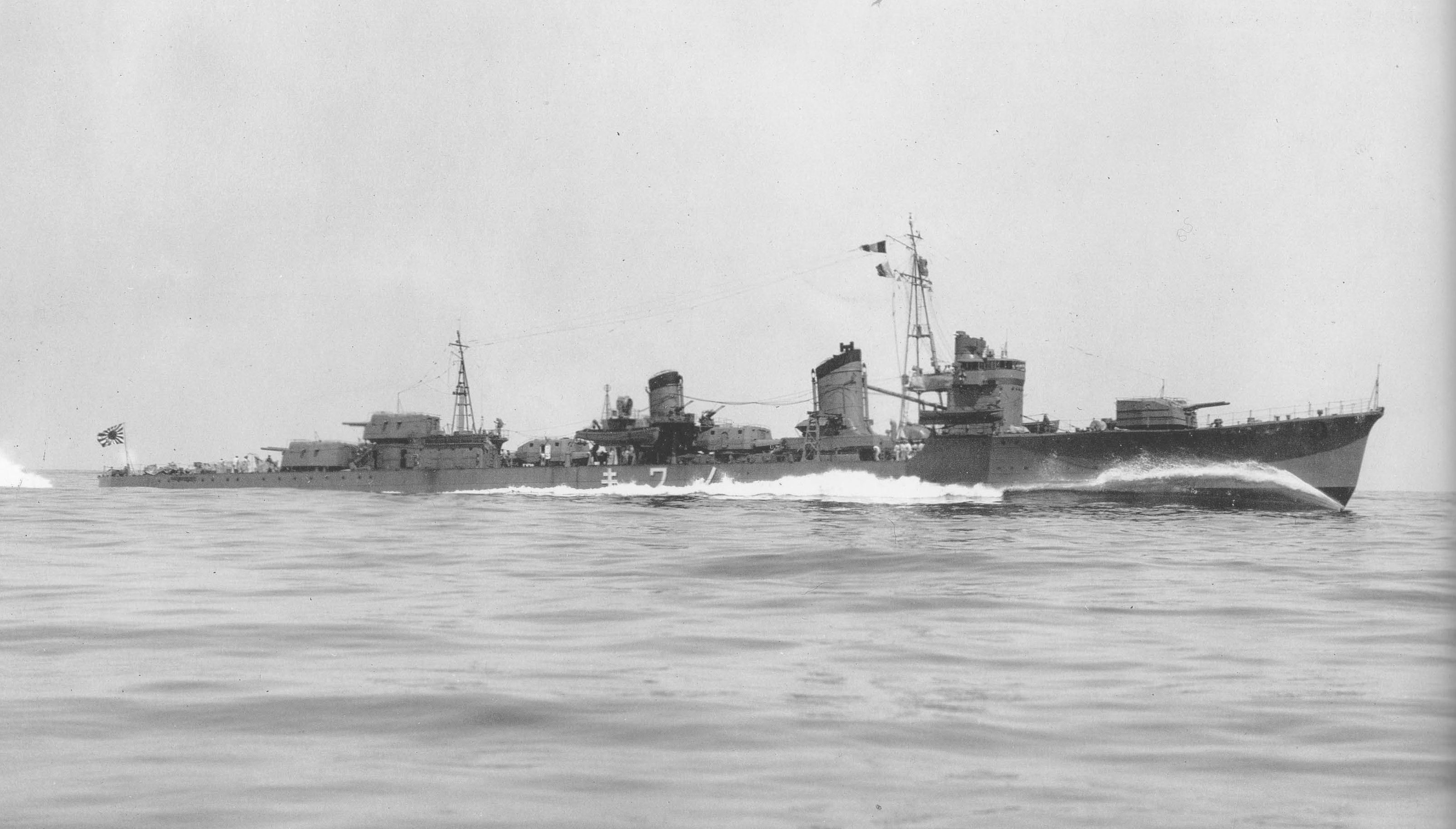
„Nowaki”

Niszczyciele typu Kagerō miały typową architekturę dla japońskich niszczycieli. Kadłub miał podwyższony pokład dziobowy na niecałej 1/3 długości. Na pokładzie dziobowym znajdowała się jedna dwudziałowa wieża artylerii, a za nią krótka, wieżowa nadbudówka. Dwie pozostałe wieże znajdowały się na pokładzie rufowym i niskiej nadbudówce rufowej, w dwóch poziomach. Kotły znajdowały się w dwóch kotłowniach, a turbiny parowe w jednym wspólnym przedziale (układ liniowy siłowni). Spaliny z kotłowni były odprowadzane przez dwa kominy, pomiędzy którymi była umieszczona na postumencie w osi podłużnej okrętu poczwórna wyrzutnia torpedowa; druga wyrzutnia była umieszczona na pokładzie za drugim kominem, połączonym z niewielką nadbudówką. Za wyrzutniami znajdowały się pojemniki na torpedy zapasowe (dla pierwszej wyrzutni – po dwa po obu stronach drugiego komina, dla drugiej wyrzutni – cztery wkomponowane w lewą stronę nadbudówki rufowej).
Niszczyciele typu Kagerō podobnie jak poprzedni typ miały silne uzbrojenie artyleryjskie i torpedowe, składające się po wejściu do służby z 6 dział kalibru 127 mm i 8 wyrzutni torped z zapasem 16 torped, przy czym stosowane na japońskich niszczycielach torpedy kalibru 610 mm były znacznie potężniejsze od torped kalibru 533 mm, używanych powszechnie przez większość państw. Działa artylerii głównej dzięki kątowi podniesienia 55° mogły w niewielkim zakresie zwalczać samoloty na większych dystansach, aczkolwiek było to mało skuteczne z uwagi na małą prędkość naprowadzania. Typowe dla japońskich niszczycieli od „typu specjalnego” rozmieszczenie dział w zamkniętych wieżach (tutaj typu „C”) polepszało warunki obsługi. Po modernizacji liczbę dział zmniejszano do 4 w dwóch wieżach, co wciąż stanowiło umiarkowanie silne uzbrojenie.
Słabą stroną okrętów było lekkie uzbrojenie przeciwlotnicze, które początkowo stanowiły dwa podwójne działka automatyczne 25 mm Typ 96 po obu stronach drugiego komina. Po wybuchu wojny stało się ono niewystarczające wobec dominującej roli lotnictwa w wojnie na Pacyfiku i podlegało następnie w latach 1943–1944 wzmocnieniu. Najpierw dodano podwójne działko 25 mm na nowej platformie przed mostkiem, a podwójne działka po obu stronach komina zamieniono na potrójne. Pod koniec 1943 dodano dalsze dwa potrójne działka 25 mm na miejscu demontowanej drugiej wieży artylerii głównej, co podniosło liczbę działek do 14, kosztem zmniejszenia liczby dział 127 mm do czterech. W połowie 1944 na ocalałych okrętach dodano od 4 do 14 pojedynczych działek 25 mm i 4 wkm-y plot na pokładzie. W porównaniu z okrętami amerykańskimi, minusem jednak było stosowanie działek stosunkowo małego kalibru, o mniejszej skuteczności i o niskiej celności przeciwko szybko poruszającym się celom. Podczas modernizacji także zwiększano zapas bomb głębinowych, mimo to uzbrojenie przeciw okrętom podwodnym i sprzęt do ich poszukiwania był ogólnie słabszą stroną japońskich niszczycieli. Od 1943 na części okrętów montowano radary Typu 22 i Typu 13 (na „Hamakaze” już pod koniec 1942, jako na pierwszym japońskim niszczycielu).
Dalszym rozwinięciem typu Kagerō były niszczyciele typu Yūgumo – ostatni typ klasycznych niszczycieli japońskich okresu II wojny światowej. Wraz z nimi, okręty typu Kagerō były podstawowymi japońskimi jednostkami tej klasy podczas wojny.

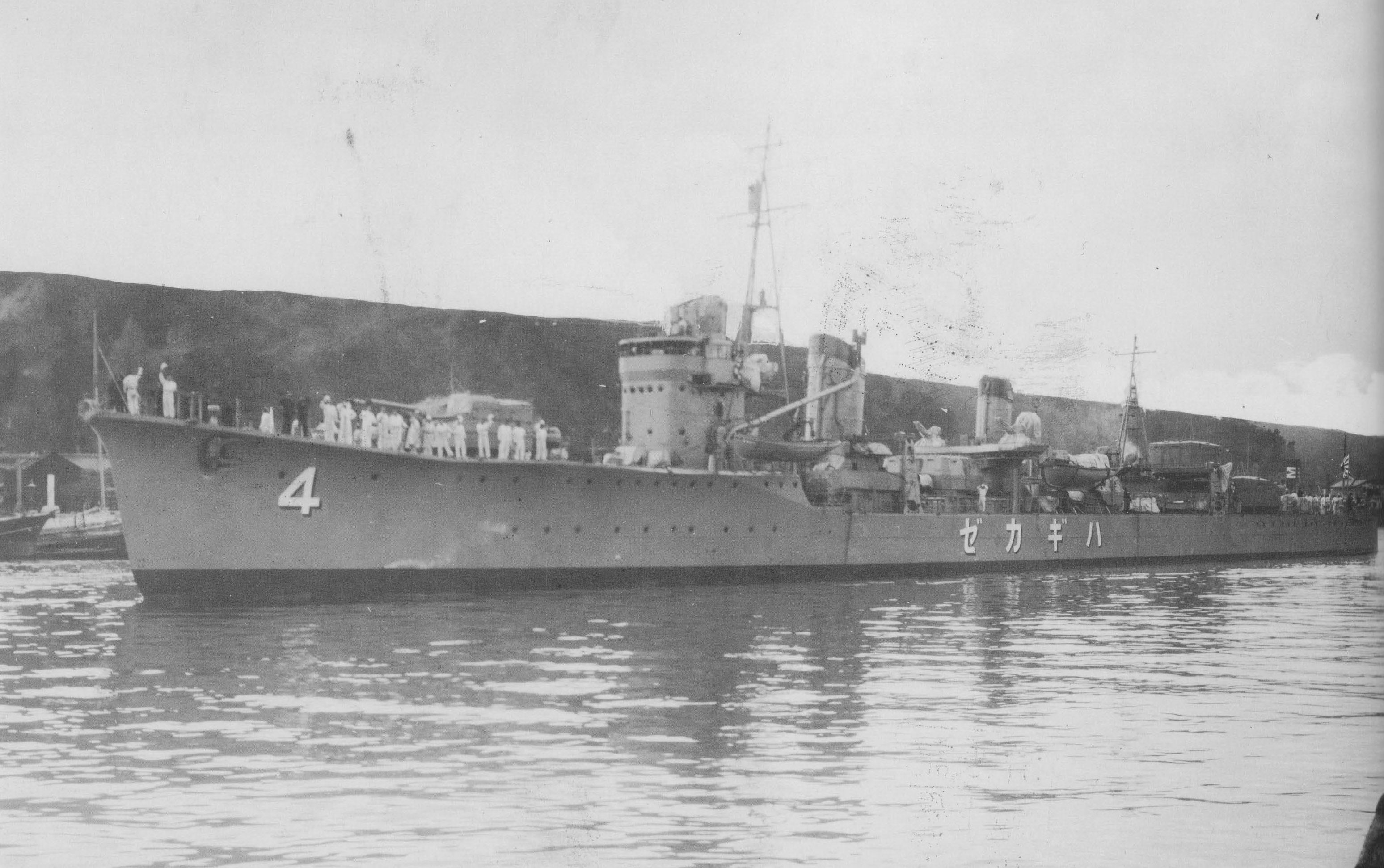
„Hagikaze”

## Służba
Niszczyciele typu Kagerō brały udział w licznych operacjach floty japońskiej począwszy od przystąpienia Japonii do II wojny światowej, zazwyczaj działając w zespołach z niszczycielami innych typów. Niszczyciel „Yukikaze”, który jako jedyny przetrwał wojnę, był najbardziej aktywnie służącym niszczycielem floty japońskiej, pokonując podczas wojny dystans 100.000 mil morskich (po wojnie został przekazany Chinom i służył w marynarce tajwańskiej do 1970).
Pięć jednostek zostało zatopionych przez amerykańskie okręty nawodne, trzy przez okręty podwodne, osiem zostało zatopionych przez lotnictwo amerykańskie, jeden zatonął na minach. Dwa utracono w 1942, siedem w 1943, pięć w 1944 i trzy w 1945 roku.
„Amatsukaze” uszkodzony w nocy z 12 na 13 listopada 1942 w I bitwie pod Guadalcanalem przez krążownik lekki USS „Helena”. 16 stycznia 1944 ciężko uszkodzony przez amerykański okręt podwodny USS „Redfin”. Zatopiony 6 kwietnia 1945 w Cieśninie Tajwańskiej przez amerykańskie lotnictwo (bombowce B-25).
„Arashi” zatopiony w nocy z 6 na 7 sierpnia 1943 w bitwie w Zatoce Vella między wyspami Vella Lavella i Kolombangara (Wyspy Salomona) przez amerykańskie niszczyciele USS „Dunlap”, „Craven” i „Maury” (wraz z „Hagikaze”)
„Hagikaze” zatopiony w nocy z 6 na 7 sierpnia 1943 w bitwie w Zatoce Vella między wyspami Vella Lavella i Kolombangara (Wyspy Salomona) przez amerykańskie niszczyciele USS „Dunlap”, „Craven” i „Maury” (wraz z „Arashi”)
„Hamakaze” zatopiony 7 kwietnia 1945 podczas operacji Ten-gō, 150 mil od Nagasaki przez amerykańskie lotnictwo pokładowe (wraz z „Isokaze”)
„Hatsukaze” – ciężko uszkodzony 10 stycznia 1943 w rejonie Wysp Salomona przez amerykańskie kutry torpedowe. 2 listopada 1943 uszkodzony w kolizji z krążownikiem „Myoko” w Zatoce Cesarzowej Augusty (Wyspy Salomona), po czym zatopiony przez amerykańskie niszczyciele USS „Dyson”, „Claxton” i „Stanley”.
„Hayashio” – zatopiony 24 listopada 1942 w zatoce Huon u wybrzeża Nowej Gwinei przez lotnictwo amerykańskie (bombowce B-17).
„Isokaze” uszkodzony 4 listopada 1943 na minie koło Kaviengu. Zatopiony 7 kwietnia 1945 podczas operacji Ten-gō, 150 mil od Nagasaki przez amerykańskie lotnictwo pokładowe (wraz z „Hamakaze”).
„Kagerō” uszkodzony w nocy 7/8 maja 1943 na amerykańskich minach koło wyspy Rendova, po czym zatopiony przez lotnictwo amerykańskiej piechoty morskiej (wraz z „Oyashio”)
„Kuroshio” – zatonął 8 maja 1943 na amerykańskiej minie koło wyspy Rendova
„Maikaze” zatopiony 17 lutego 1944 na północny zachód od atolu Truk, podczas ataku na tę bazę, przez amerykańskie pancerniki i krążowniki ciężkie
„Natsushio” – zatopiony 8 lutego 1942 u wschodniego wybrzeża Borneo przez amerykański okręt podwodny S-37.
„Nowaki” ciężko uszkodzony 7 grudnia 1942 w rejonie Wysp Salomona przez amerykańskie lotnictwo. Zatopiony 26 października 1944 Podczas bitwy w zatoce Leyte w cieśninie San Bernardino (Filipiny) przez amerykańskie krążowniki i niszczyciele.
„Oyashio” uszkodzony w nocy 7/8 maja 1943 na amerykańskich minach koło wyspy Rendova, następnie zatopione przez lotnictwo amerykańskiej piechoty morskiej (wraz z „Kagerō”)
„Shiranui” ciężko uszkodzony 5 lipca 1942 koło Kiska (Aleuty) przez amerykański okręt podwodny USS „Growler”. Zatopiony 27 października 1944 na Filipinach przez amerykańskie lotnictwo pokładowe.
„Tanikaze” zatopiony 9 czerwca 1944 na południe od Celebes przez amerykański okręt podwodny USS „Harder”.
„Tokitsukaze” – zatopiony 3 marca 1943 na Morzu Bismarcka przez lotnictwo amerykańskie.
„Urakaze” zatopiony 21 listopada 1944 koło Tajwanu przez amerykański okręt podwodny USS „Sealion”.
„Yukikaze” brał udział m.in. w operacji Ten-gō. 30 lipca 1945 uszkodzony na minie. 6 lipca 1947 przekazany Chinom w ramach reparacji i wcielony do służby jako Tan Yang. Od 1949 we flocie Tajwanu, w aktywnej służbie do 1956. W maju 1970 uszkodzony przez tajfun, następnie złomowany.

## Dane techniczne
- wyporność:
  - standardowa: 2033 t
  - pełna: ok. 2600 t
- wymiary:
  - długość całkowita: 118,5 m
  - długość na linii wodnej: 116,2 m
  - szerokość: 10,8 m
  - zanurzenie: 3,8 m
- napęd: 2 turbiny parowe o mocy łącznej 52 000 KM, 3 kotły parowe (ciśnienie pary 30 at), 2 śruby
- prędkość maksymalna: 35 w.
- zasięg: 5000 mil morskich przy prędkości 18 w.
- zapas paliwa: 500 t.
- załoga: 240

Uzbrojenie i wyposażenie:
- po wejściu do służby:
  - 6 dział 127 mm w wieżach dwudziałowych (3xII).
    - Długość lufy – L/50 kalibrów, kąt podniesienia 55°

  - 4 działka przeciwlotnicze 25 mm Typ 96 (2xII)
  - 8 wyrzutni torpedowych 610 mm (2xIV, 16 torped Typ 93)
  - 2 miotacze bomb głębinowych (16 bomb głębinowych)

- od 1943–1944:
  - 4 działa 127 mm (2xII)
  - 14-28 działek przeciwlotniczych 25 mm Typ 96 (4xIII, 1xII, 0-14xI, liczba zwiększana podczas wojny)
  - 4 wkm plot 13,2 mm
  - 8 wyrzutni torpedowych 610 mm (2xIV)
  - 4 miotacze bomb głębinowych (36 bomb głębinowych)